# Microstylum rubigenis
Microstylum rubigenis là một loài ruồi trong họ Asilidae. Microstylum rubigenis được Bromley miêu tả năm 1927. Loài này phân bố ở vùng nhiệt đới châu Phi.